# Егнатия (улица в Солун)
„Егнатия“ (на гръцки: Εγνατία) е улица в македонския град Солун, Гърция. 

## Описание
Това е главната улица на града от античността, през средновековието, османската епоха и в съвремието. На нея са разположени много от забележителностите на града, сред които са църквите „Света Богородица Неръкотворна“, „Рождество Богородично“, Университетът на Македония, Хамза бей джамия, Бей хамам и други, като близо до улицата се е намирала и историческата българска църква „Св. св. Кирил и Методий“.
В XIX век улицата е известна като Широката или Правата чаршия или Вардар.